# Djurumani
Carlos Germano, mais conhecido como Djurumani (Ilha de São Nicolau, ), é um músico de Cabo Verde. O seu nome artístico deriva da pronuncia guineense, país ao qual tem ligações familiares.
Djurumani nasceu na Ilha de São Nicolau, mas vive em Portugal desde 1976. Tal como acontece com inúmeros outros artistas caboverdianos, a sua expressão musical foi influenciada pela experiência do exílio que muitos caboverdianos vivem em consequência das carências económicas que se fazem sentir no seu país. Graças à força da comunidade caboverdiana em Portugal, Djurumani mantém muita proximidade cultural com a ilha onde nasceu, alimentando assim a saudade que se faz sentir na sua música.
A sua versão de Galo Bedjo (Galo Velho), uma coladeira clássica da autoria de B. Leza, alcançou uma audiência vasta ao ter sido incluída numa compilação de música caboverdiana de grande sucesso, parte da coleção Putumayo Presents.